# Luis Daoiz
Luis Daoiz y Torres (Sevilla, 10 de febrero de 1767 – Madrid, 2 de mayo de 1808) fue un militar español que participó de manera activa en el levantamiento del pueblo de Madrid contra los franceses el 2 de mayo de 1808, inicio de lo que sería la guerra de la Independencia. Junto con su compañero Velarde pasó a la historia como uno de los principales héroes de aquella jornada.

## Origen y familia
Por vía  paterna provenía de un linaje navarro, los Aoiz o Aoyz, apellido que derivó en D'Aoiz y Daoiz, con la llegada de una rama de esta familia a Gibraltar en el siglo XVII.
Su padre, Martín Vicente Daoiz Quesada, pertenecía a una antigua familia noble de Navarra (de la villa de Aoiz) muy vinculada a la milicia desde tiempos de la Reconquista. A dicho linaje pertenecieron caballeros como Berenguer D'Aoiz, que se estableció en Navarra, y García Garcés D'Aoiz, que intervino en la batalla de Las Navas de Tolosa.
En el año 1637, Martín de Aoiz Martínez (cuarto abuelo de Luis), llegó a Gibraltar, donde se casó con su pariente, también de ascendencia navarra, María de Mesa Trujillo. Lograría hacerse a través de compra con dos cargos, de alguacil mayor y regidor perpetuo. Luis Joaquín Aoiz y Mesa Trujillo (tercer abuelo), heredó los cargos de su padre, se casó con Isabel de Quesada y tuvo como hijo a Martín Martínez Daoiz y Quesada (bisabuelo de Luis), que fue testigo en primera persona de la pérdida de la plaza de Gibraltar en el año 1706, perdiendo como otros muchos vecinos gran parte de su hacienda y posesiones. A partir de ahí fue vecino de distintas localidades, como San Roque, Medina Sidonia y Sanlúcar de Barrameda. La familia tenía la finca de Quesada, en Cádiz, y la de Espínola, en El Puerto de Santa María.
Gómez Imaz (1894) afirmaría que los Daoiz tuvieron dos señoríos en Navarra, de la Rosea (Rasea) y de Mendiburúa, con el palacio de Soroquiáin, así como nueve merindades, casa principal en Aoiz y Monreal, junto a sus campos y viñas.
Luis Joaquín Daoiz Quesada y Gutiérrez del Mazo (abuelo), nació en Medina Sidonia. Contrajo matrimonio en El Puerto de Santa María en 1734 con Isabel de Mirabel e Iriarte Herrera, matrimonio del que nacería en la misma localidad, en 1739, Martín Vicente Daoiz Quesada (padre de Luis Daoiz).
Martín Vicente Daoiz Quesada nació en El Puerto de Santa María, trasladándose posteriormente a vivir a Sanlúcar de Barrameda. El 2 de febrero de 1766 se casó en la Iglesia de San Miguel de Sevilla con Francisca Torres la Vega Ponce de León, hija del III conde de Miraflores de los Ángeles. Este mismo año, el matrimonio se instaló en la casa de la madre de ella, en el número 70 de la calle del Horno, cerca de la actual Plaza de la Gavidia, en la colación de San Miguel. Allí nació Luis Daoiz en 1767.
Los padres de Daoiz se instalaron en la colación de San Andrés en 1808 y de nuevo en la de San Miguel en 1811.
En 1808 su pariente, Manuela Daoiz, era camarista de la reina, y el hijo mayor de su tío Fernando Daoiz, teniente general de la Armada, era caballero paje del rey.

## Biografía

### Infancia
Luis Daoiz nació en Sevilla en el número 70 de la calle de Horno, en el entorno de la actual Plaza de la Gavidia, el martes 10 de febrero de 1767. Fue registrado en el folio 26 del libro de bautismo de la parroquia de San Miguel con los nombres de Luis Gonzaga Guillermo Escolástica Manuel José Joaquín Ana y Juan de la Soledad. Su padrino fue fray Juan Mateos, un presbítero de los carmelitas calzados. Sus hermanos se llamaban María del Rosario (primera condesa de Daoiz), Francisco y Josefa.
Recibió la enseñanza primaria en su propio domicilio y, posteriormente, estudió en el Colegio de San Hermenegildo, de los jesuitas, en el mismo barrio.

### Carrera militar

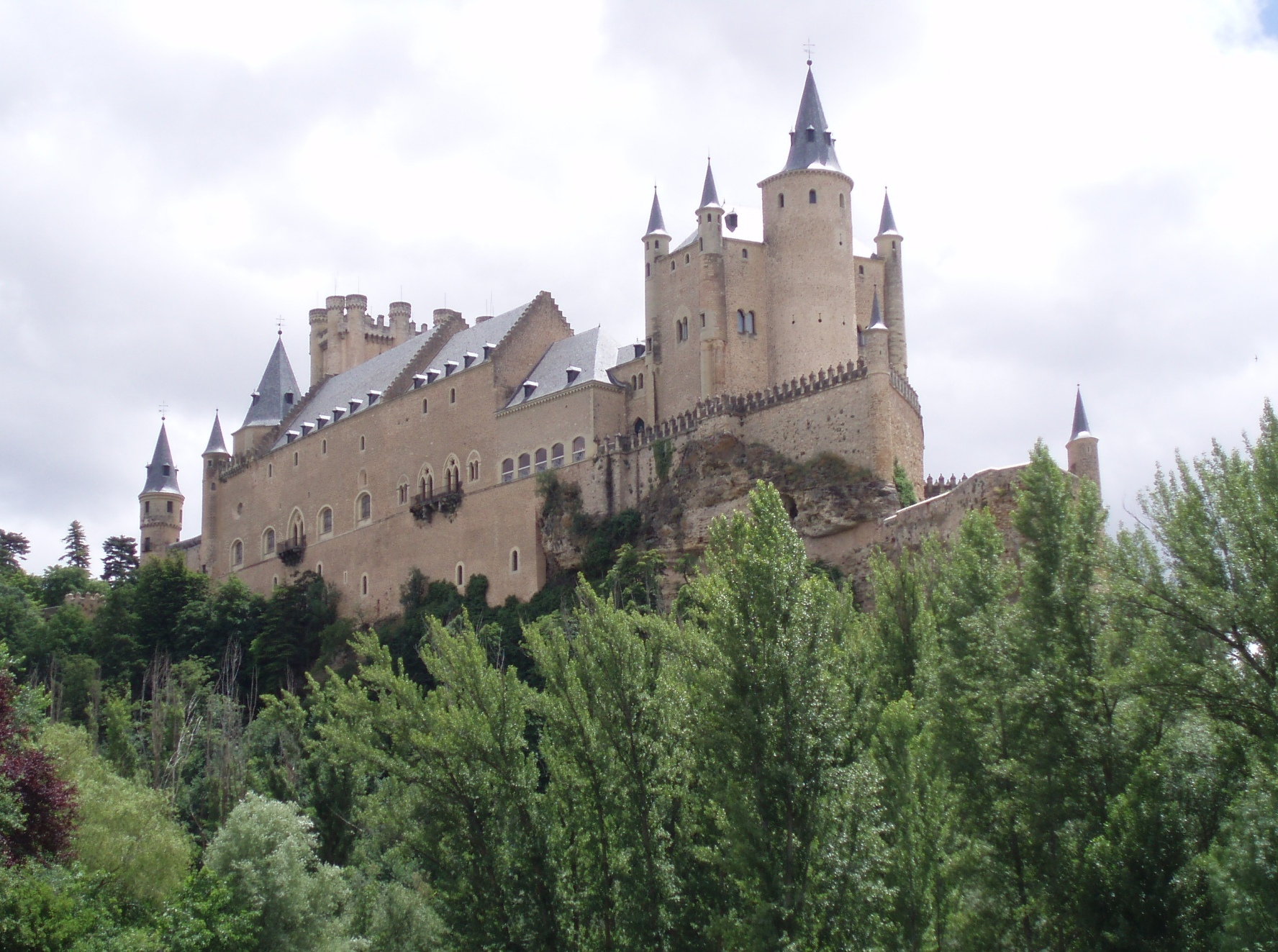
Luis Daoiz comenzó su carrera militar en el Real Colegio de Artillería de Segovia, situado en su Alcázar.

En la adolescencia, mostró deseos de entrar en la carrera militar. Su padre consiguió plaza para él en el Real Colegio de Artillería de Segovia, situado en el Alcázar de dicha ciudad. Para entrar en el cuerpo era necesario probar ascendencia noble. La información de nobleza de Luis fue aprobada el 10 de julio de 1781 por el escribano del rey, Manuel García de Castro, y por el teniente asistente de Sevilla, Fernando Vivero Sánchez.
Entró en el Colegio de Artillería el 13 de febrero de 1782 como cadete. Fue buen estudiante y se distinguió en la esgrima de sable y de espada. En enero de 1787 fue hecho subteniente de artillería.
Entre 1790 y 1791 Ceuta fue sitiada por los marroquíes y Daoiz se presentó voluntario para su defensa, al mando de una batería de su regimiento.
En 1791 fue enviado a la de la ciudad de Orán como agregado a la compañía de minadores. Participó en la defensa de la ciudad de los ataques del bey de Mascara. Finalmente, las plazas norteafricanas de Orán y Mazalquivir fueron entregadas a los argelinos por un tratado del 12 de septiembre de 1791.
Como premio por su comportamiento, fue ascendido al grado de teniente de artillería el 18 de febrero de 1792.
En 1793 España declaró la guerra a la Francia revolucionaria. En marzo de 1794 Daoiz se incorporó a luchar en este conflicto, conocido como guerra del Rosellón. Utilizó artillería fija y la nueva artillería ligera, ya que el sistema de artillería ligera de Gribeauval se había popularizado en Europa. El 25 de noviembre los franceses llevaron a cabo un contraataque y Luis Daoiz fue hecho prisionero, permaneciendo en Toulouse como tal. Durante su cautiverio, conocida su valía como militar y artillero y sus conocimientos del inglés, el francés, el italiano y el latín, recibió ofertas de pasarse al bando revolucionario francés, ofertas que rechazó, pues su único deseo era regresar a España para prestar sus servicios en sus campañas.
Tras la firma de la Paz de Basilea en 1795, que puso fin a la contienda, fue liberado. En octubre de 1795 llegó a Barcelona.
En 1796 comenzó la guerra anglo-española. En 1797 tuvo lugar un bombardeo inglés a Cádiz y Daoiz fue destinado a esta ciudad. El 11 de julio le fue confiado a Daoiz el mando de una "tartana cañonera con hornillo de bala roja". Siguiendo órdenes del almirante José de Mazarredo, se enfrentó con su tartana al navío inglés El Poderoso.
Daoiz fue destinado al navío San Ildefonso, de 74 cañones, al mando de José Uriarte de Borja. Embarcó con tropas de su cuerpo de artillería en octubre de 1798. Cádiz estaba bloqueada por la flota inglesa, pero los barcos ingleses se retiraban en invierno a otras costas para evitar los temporales. Entonces el navío San Ildefonso y el San Fulgencio partieron de Cádiz con destino a Veracruz.
En 1799 el navío San Ildefonso fue al puerto de Santoña, en Cantabria, acompañado del navío San Fulgencio y de las fragatas Esmeralda, Clara y Medea, trayendo un cargamento de 7 millones de pesos.
En noviembre de 1800 Daoiz se encontraba en La Habana ejerciendo como teniente. Al revisar las gacetas oficiales atrasadas, descubrió que el 4 de marzo, estando en la mar, le habían ascendido a capitán de artillería. Se hizo con algunos bienes en esta ciudad cubana, que liquidó en 1801.
Durante su servicio en la Armada escribió "Método que debe usarse para la enseñanza de la tropa y marinería en los ejercicios de cañón y abordaje". Se hallaba entre los papeles que, a su muerte, recogió de su casa Manuel Almira y que, en 1813, fueron depositados en la Dirección General de Artillería.
El 21 de junio de 1802 Daoiz dejó de prestar servicio en el navío San Ildefonso, quedando el buque desarmado en el departamento marítimo de Ferrol.
El 7 de julio de 1802 fue destinado al Tercer Regimiento de Artillería de Sevilla. Allí le asignaron misiones de carácter científico, por sus conocimientos matemáticos y por su aplicación al desarrollo de la artillería.
El 2 de diciembre de 1803 Manuel Godoy le ordenó a la fundición de bronces de Sevilla la construcción de dos piezas de calibre "de a ocho", según el proyecto del brigadier Vicente María de Maturana, para dar servicio a la artillería a caballo. Estas dos piezas debían de poder disparar balas, granadas y metralla. Para este fin, se creó una comisión, en la que estuvo Luis Daoiz. Maturana dirigió a esta comisión un escrito en el que explicaba que los cañones ideados por él pesaban menos, lo que facilitaba el traslado de los mismos, y señalaba las pruebas que se deberían realizar con ellos. Tras realizar las pruebas, el 15 de agosto de 1804 la comisión emitió un escrito que decía:

Son tales y tan grandes las ventajas del cañón maniobrero de Maturana, que nos persuadimos, son los cañones maniobreros preferibles a todas las demás piezas conocidas para el uso de la artillería a caballo.

El comandante Juan Arzadun Zabala publicó un folleto en Madrid en 1908 en el que decía que Daoiz tenía concertado un matrimonio con una mujer de Utrera y que, finalmente, habría sido investida monja por Judas José Romo y Gamboa, que fue arzobispo de Sevilla entre 1847 y 1855.
Fue llamado a Madrid para formar parte de una comisión de oficiales con el propósito de redactar una Historia de la artillería española.
El 29 de marzo de 1803 se instalaron un parque de artillería y el Museo del Ejército en el Palacio de Monteleón. El entonces príncipe Fernando visitó las dependencias, sin previo aviso, el 6 de abril de 1807.
A comienzos de 1808 Daoiz era jefe de detall en el Parque de Artillería de Monteleón.

### Planes de los militares españoles
Las tropas francesas ocuparon Madrid el 23 de marzo de 1808. El 10 de abril, Fernando VII partió de Madrid hacia Bayona, Francia, a encontrarse con Napoleón. Llegó al país galo el 20 de abril y no regresó.
Los artilleros Luis Daoiz y Pedro Velarde, capitán en la Junta Superior Facultativa del Cuerpo de Artillería, empezaron a colaborar en un plan para conseguir la liberación del rey Fernando VII y la independencia del país. El plan, en líneas generales, consistía en concentrar tropas en la provincia de Badajoz y en La Mancha, y que estas recibieran refuerzos de Andalucía. Las tropas españolas situadas al norte del río Tajo deberían desplegarse hacia Ciudad Rodrigo, Salamanca y Zamora para marchar unidas hacia Benavente, donde esperarían la llegada de refuerzos de Galicia y Asturias.
Luis Daoiz consiguió que se uniesen al plan el capitán Joaquín de Osma y Tricio, el coronel Juan de Areco y Fernández de Mesa, el capitán César González, del capitán Juan Nepomuceno Cónsul, el teniente coronel Francisco Novella y Arazabal, los profesores del Colegio de Artillería Francisco Datoli y José Córdoba y Figueroa, el ayudante de profesor del mismo colegio José Dalp, el jefe de las cuatro compañías del quinto departamento (Segovia) Francisco Javier de Carassa, el subteniente Felipe Carpegna y el coronel director de la Fábrica de Armas de Plasencia Rafael Valbuena.
Para llevar a cabo el plan hacían falta armas y municiones, pero todas estaban vigiladas por los franceses. Daoiz, con el pretexto de necesitar completar la dotación para las unidades en sus plazas, se encargó de pedir más munición de cañón y de fusil. El comandante de infantería Navarro Falcón contribuyó con él permitiendo la fabricación de cartuchos de fusil, de metralla y la reparación urgente de algunos cañones. Se corrió la voz de que todo era para realizar ejercicios reglamentarios de instrucción militar. Los franceses sospecharon y consiguieron autorización del ministro de la Guerra, Gonzalo O'Farrill, para almacenar algunos efectos en el parque de artillería y poner una guardia para vigilarlos. Esta guardia francesa tenía órdenes de informar de toda cosa sospechosa que observaran y la conspiración se hizo más difícil. Apreciaron que se estaba fabricando allí una gran cantidad de munición y paralizaron la producción. El taller de fabricación se trasladó en secreto a una casa particular, pero allí la producción era menor.
Velarde, pensando que los miembros de la Junta de Gobierno que había dejado Fernando VII iban a apoyarle, le confesó al ministro de la Guerra el complot. El ministro le dio las gracias y le dijo que cooperaría, pero luego se dedicó a desbaratar el plan cambiando de destino a los oficiales de artillería más activos. Los franceses empezaron a tomar las máximas precauciones.
Tras el fracaso del plan, los conspiradores decidieron organizar en todas las capitales pequeñas unidades militares dispuestas a combatir.

### Levantamiento del 2 de mayo

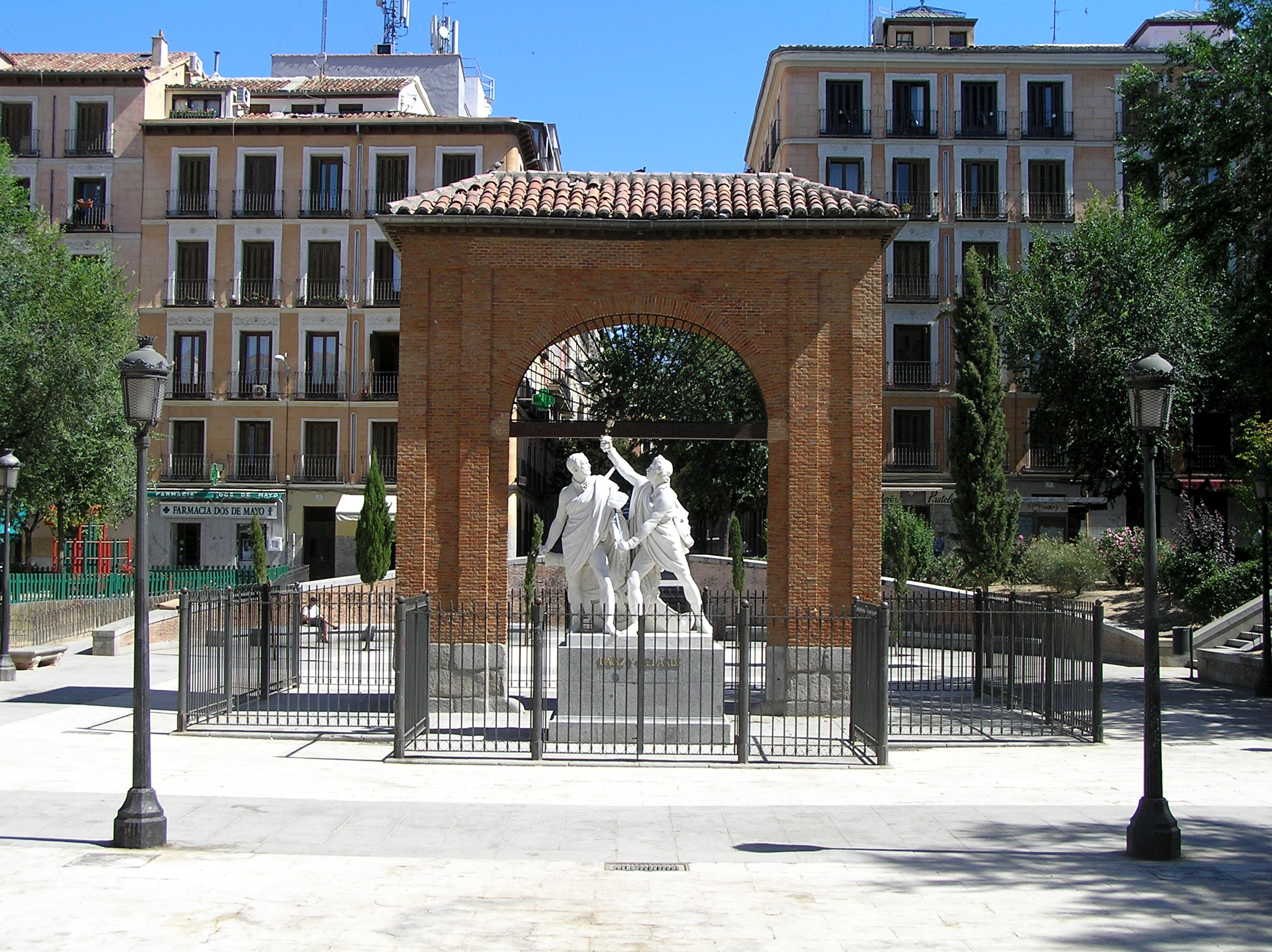
Monumento a Luis Daoiz y Pedro Velarde en la Plaza del 2 de Mayo de Madrid. Obra de Antonio Solá. El arco es la antigua puerta del Cuartel de Monteleón.

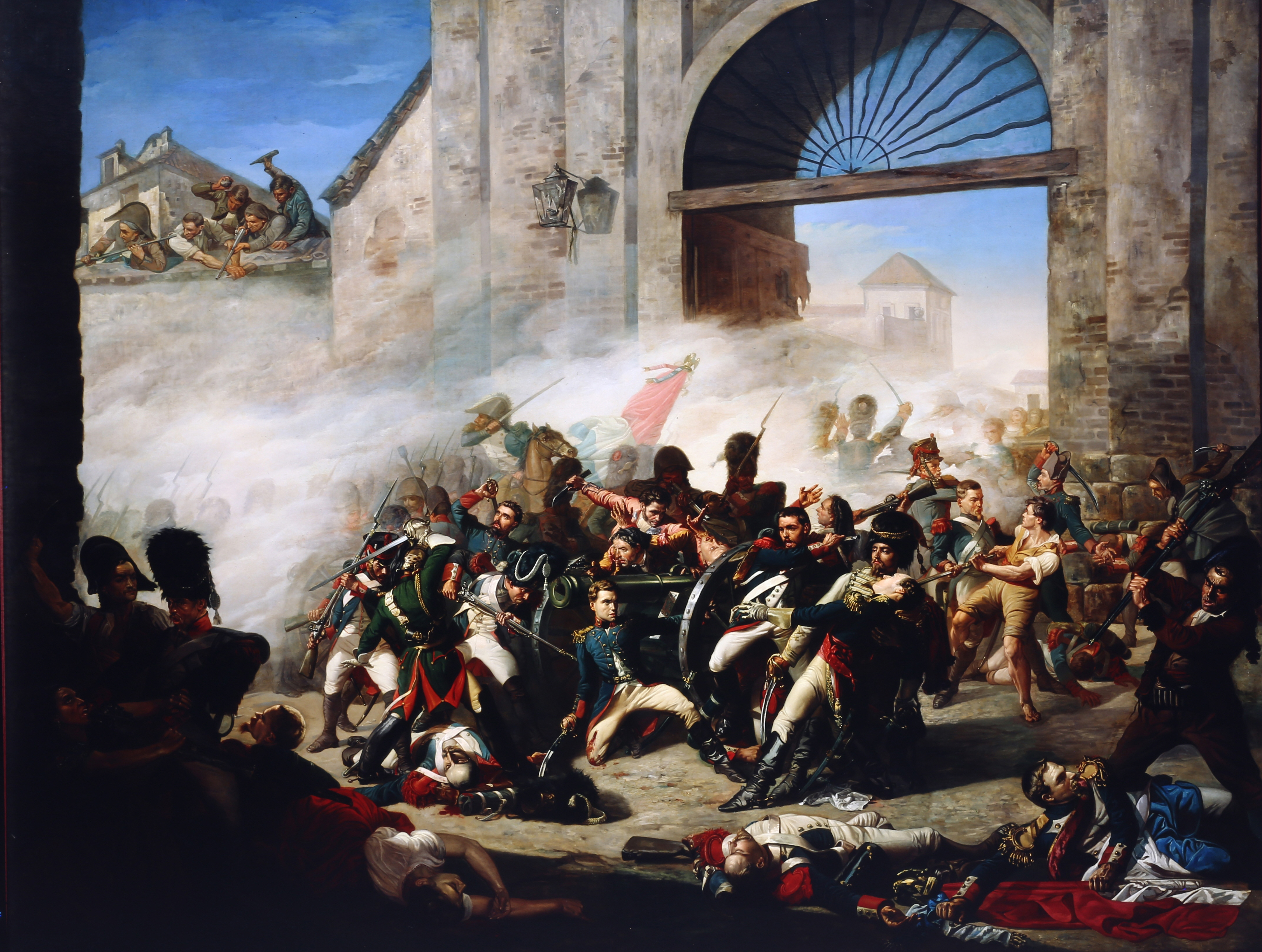
Muerte de Daoíz y defensa del Parque de Monteleón, por Manuel Castellano. 1862. Museo de Historia de Madrid.

El Parque de Artillería de Monteleón estaba vigilado por 70 soldados franceses pertenecientes a la Quinta Compañía de Tren de Artillería de la Guardia Imperial. Había 16 artilleros españoles. Solo había cinco cañones disponibles, es decir, montados en sus cureñas, de a ocho y de a cuatro libras.
La mañana del 2 de mayo masas del pueblo intentaron evitar que los franceses se llevasen al infante Francisco. Los franceses, por orden de Joaquín Murat, abrieron fuego contra la multitud entre las 10:30 y las 11:00 de la mañana en la zona del Palacio Real. Los combates se extendieron por todo el centro de la villa con rapidez y un grupo de paisanos se concentró a las puertas del Parque de Artillería de Monteleón para que les entregasen armas.
El capitán Pedro Velarde llegó al parque y habló con el capitán Luis Daoiz, que ostentaba el mando del mismo. Posteriormente, Velarde se dirigió al cercano cuartel del Regimiento de Voluntarios del Estado y le solicitó al coronel Esteban Giráldez algunas tropas, con el pretexto de contener con ellas al pueblo. El coronel puso a su disposición la Tercera Compañía del Segundo Batallón, mandada por el capitán Rafael Goicoechea, con los tenientes Ontoria y Jacinto Ruiz Mendoza, y formada por 33 soldados. También acudió al parque el alférez de fragata Juan Van Halen y Sartí.
Daoiz decidió abrir el parque a la multitud, que arrambló con las armas que pudo, marchándose muchos al instante. Según el testigo Juan Pardo, una parte del pueblo y los militares españoles lograron la rendición de los franceses que se encontraban dentro del parque. Los franceses capturados y desarmados fueron, según algunos testimonios, encerrados en las caballerizas.
Hombres y mujeres del pueblo se unieron a los militares españoles y se prepararon para la defensa del parque, sirviéndose de los cañones. Tropas francesas provenientes de campamentos a ambos lados de la carretera de El Pardo y del Convento de San Bernardino se dirigieron al parque, con la intención de entrar por las puertas situadas en las calles San Bernardo y Fuencarral. En el Convento de San Bernardino se encontraba entonces el Sexto Regimiento Provisional de la Primera Brigada, al mando de Jacques Lefranc, perteneciente a su vez a la Segunda División, que estaba a cargo de Jacques-Nicolas Gobert. Dentro de este Sexto Regimiento Provisional había 590 hombres reclutados en los departamentos italianos del Po y del Taro. El resto de la Segunda División se encontraba en la carretera de El Pardo. Los atacantes del parque fueron las brigadas de Lefranc (Quinto y Sexto Regimientos Provisionales) y Dufour.

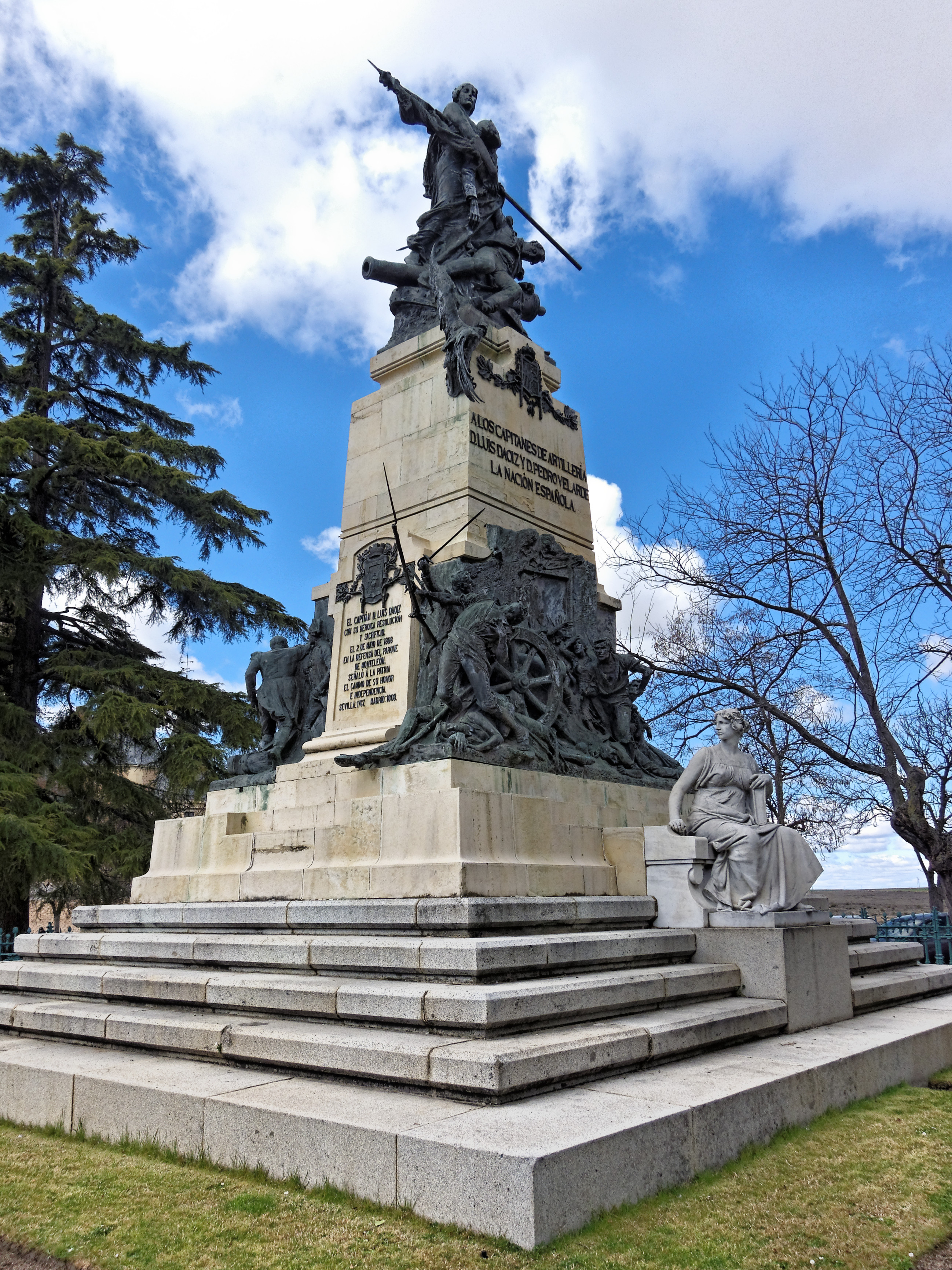
Monumento a Daoiz y Velarde. Segovia.

Los ataques comenzaron después de las 12:00 horas. Para entonces, los combates ya se habían extendido por varias partes de Madrid y algunos paisanos fueron a luchar al cuartel después de haber combatidos en otros puntos. El combate duró una hora y media según el escribiente Almira y dos horas según la hoja de servicios del capitán Rafael Goicoechea.
La primera acción tuvo lugar cuando un pequeño destacamento francés se acercó a la puerta. El capitán Goicoechea habló con ellos. Los franceses abrieron fuego, y este fue respondido por miembros del Regimiento de Infantería de Voluntarios del Estado situados en el piso alto del edificio de guardia, retirándose los atacantes con algunas bajas.
Varias fuentes indican que se usaron cuatro cañones en la defensa del parque. Según Juan Pardo, se sacaron tres cañones a distintos puntos de la calle y se dejó uno en la puerta.
Hubo dos que vinieron desde la calle San Bernardo. Gracias al fuego de artilleros, infantería y paisanos, se logró rechazar ambos. Pedro Velarde murió de un disparo en el pecho fuera del parque, cuando intentaba traer más refuerzos del cercano cuartel de Voluntarios del Estado. Posteriormente, su cuerpo fue trasladado al interior del Parque de Artillería de Monteleón.
Según los testigos, los más activos en el combate fueron los artilleros Daoiz y Velarde, junto con el teniente de infantería Jacinto Ruiz Mendoza, de los Voluntarios del Estado.
Según una publicación de 1808 llamada Noticia de lo ocurrido y según López de Barañano el teniente Ruiz recibió dos heridas. Arango solo menciona que Ruiz recibió una herida en el brazo izquierdo.
La falta de municiones obligó a los españoles a intentar parlamentar. Francisco Novella dice que Daoiz sacó un pañuelo blanco. En Noticia de lo ocurrido, se dice la tregua fue iniciativa de los franceses y que, al acercarse el capitán Melchor Álvarez, de los Voluntarios del Estado, con una bandera blanca el enemigo se dispuso a atacarles. Según esta misma fuente, el teniente Ruiz logró hacer huir a los franceses a cañonazos. Según el teniente Rafael de Arango, el parlamento terminó cuando un chispero se abalanzó sobre los franceses y un artillero disparó un cañón.
Novella achaca el fin de la defensa a la falta de cartuchos. Según Pardo, cuando se acabaron las municiones se adelantaron dos oficiales franceses y Daoiz mató a uno en la esquina de las Maravillas y a otro le causó tres heridas. Posteriormente, siguiendo el relato de Pardo, seis franceses entraron por detrás del parque y uno de ellos le dio un bayonetazo a Daoiz por la espalda, cayendo este a la entrada del parque. Almira dice que Daoiz fue muerto a bayonetazos por un granadero francés. Daoiz fue trasladado gravemente herido al cercano cuartel de Voluntarios del Estado y, posteriormente, a su casa de la calle de la Ternera número 12, donde murió sobre las dos de la tarde.
Dentro de las bajas francesas se registraron heridas de dos capitanes, Henry y Louis, y un teniente, Marcou. El general Lefranc fue herido en el muslo.
Según Arango, el marqués de San Simón evitó la muerte de los últimos españoles que resistieron. Según la mayoría de los testigos, las hostilidades cesaron con la muerte de Daoiz. Según Goicoechea, fue él mismo el que acordó con los franceses el fin de la lucha.

## Restos y uniforme de Daoiz

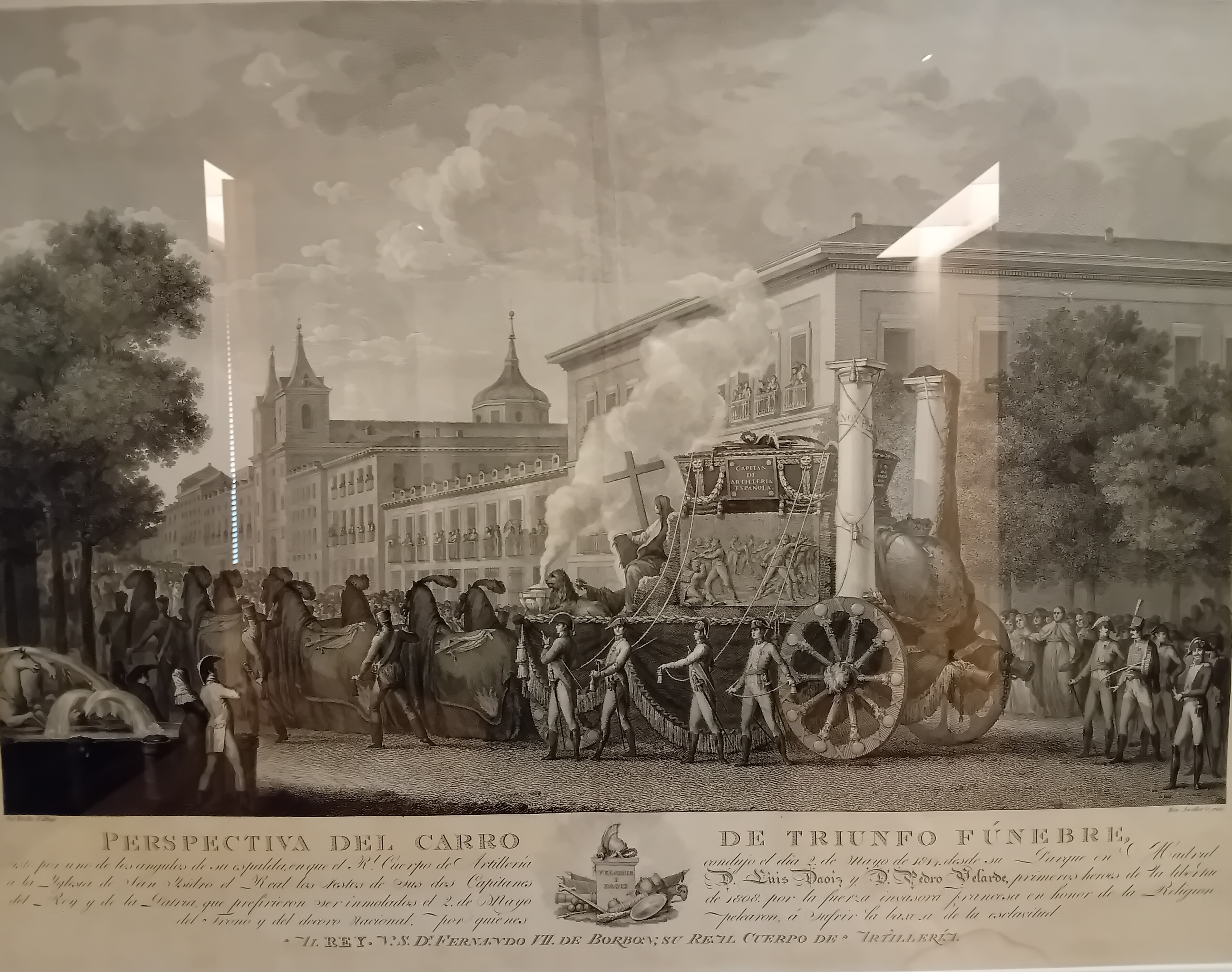
Grabado que presenta el carruaje fúnebre de Daoiz y Velarde de 1814. Museo de Historia de Madrid.

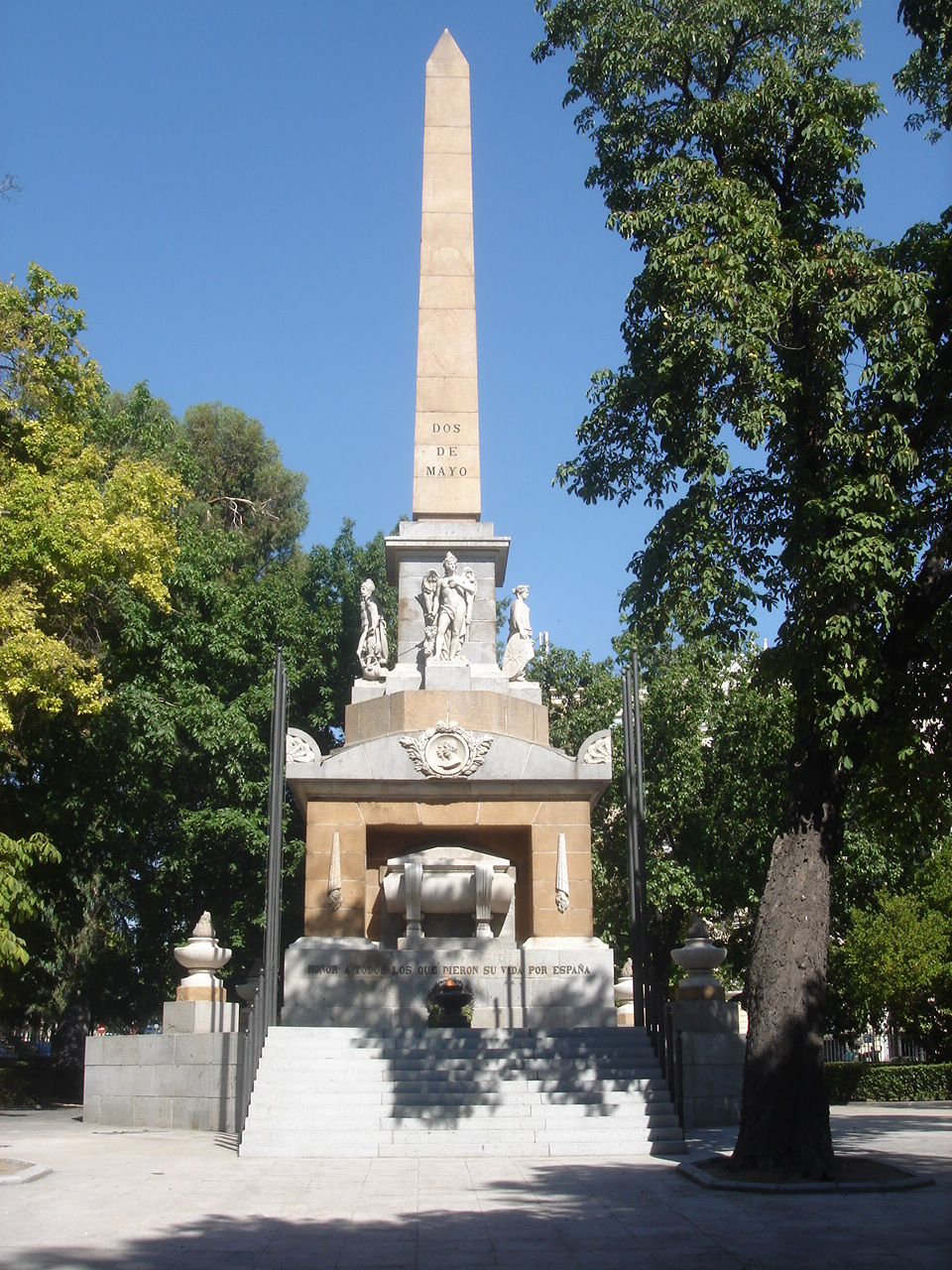
Monumento a los Caídos por España. Desde 1842 alberga los restos de Daoiz y Velarde.

El cuerpo de Daoiz fue trasladado a la Iglesia de San Martín, donde se colocó en una caja amortajado con su uniforme. El cuerpo de Velarde llevado a las cinco de la tarde a la misma iglesia, desnudo y cubierto con una tela blanca, aunque luego trajeron un hábito franciscano para amortajarle. Luego, el sepulturero Mariano Herrero, con dos compañeros, enterró a Daoiz en la capilla de la Balbanera de esta iglesia y a Velarde en el jardín de la misma. Hacia 1810, cumpliendo con el mandato de José I de abrir espacios diáfanos en la ciudad, la iglesia fue derribada. Antes del derribo, Mariano Herrero y sus dos compañeros trasladaron los cadáveres de Daoiz y Velarde, junto con el de otros patriotas muertos el 2 de mayo, a unas bóvedas debajo de la iglesia.
En 1814 los restos fueron exhumados de entre las ruinas de la iglesia. La casaca y los pantalones del uniforme de Daoiz fueron separados de sus huesos. La casaca presentada al público por el general director de Artillería Martín García-Loygorri e Ichaso. John Downie tomó dos botones de la casaca como recuerdo. También se tomó el hábito franciscano con el que había sido enterrado Velarde y un trozo del cordón del mismo. Estos elementos de tela fueron a parar al Museo del Ejército, que tiene su sede desde 2010 en el Alcázar de Toledo. En 2015 la casaca y los pantalones de Daoiz fueron restaurados.
En 1814 los restos óseos de Daoiz y Velarde se metieron en sendas cajas de plomo y fueron paseados en carruaje funerario por las calles de Madrid, para ser enterrados posteriormente en la Colegiata de San Isidro. En 1820, durante la invasión de los Cien Mil Hijos de San Luis, se trasladaron los restos a Cádiz. En 1824 los restos fueron de nuevo a Madrid. En 1842 fueron enterrados, con una ceremonia, en el Monumento a los Héroes del 2 de mayo (dedicado desde 1985 a todos los Caídos por España).

## Monumentos y homenajes

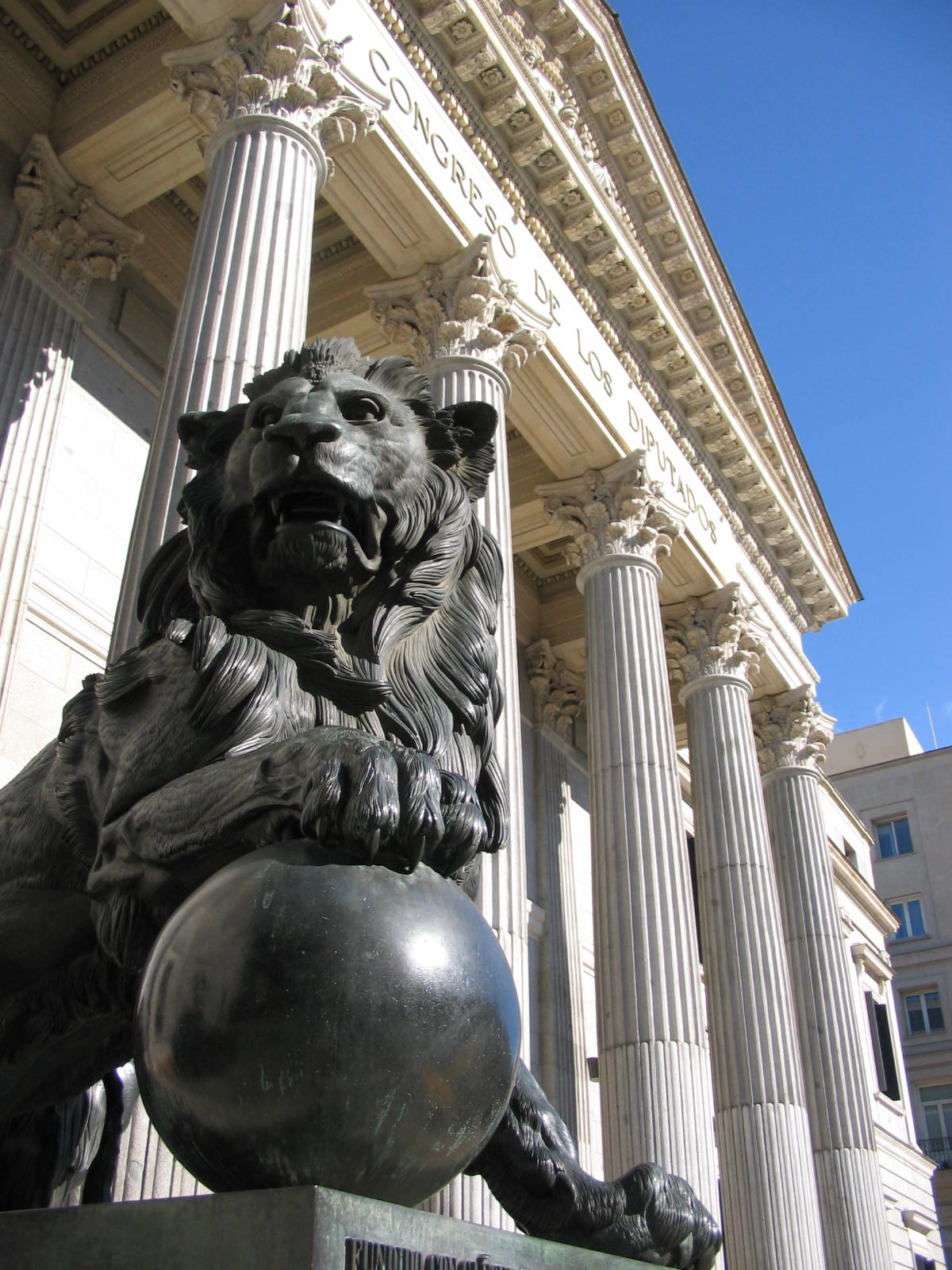
Uno de los dos leones que, conocidos como "Daoiz y Velarde", adornan la entrada principal del Congreso de los Diputados de España.

El 2 de mayo de 1840 se inauguró el Monumento a los Héroes del 2 de mayo en la Plaza de la Lealtad. Desde 1842 alberga los restos de los capitanes Daoiz y Velarde. En 1985 fue rebautizado como Monumento a los Caídos por España.
En 1830 Antonio Solá Llansas realizó un conjunto escultórico que representa a Daoiz y Velarde. Desde 1932 se encuentra en la Plaza del Dos de Mayo de Madrid, frente al arco de entrada del Cuartel de Monteleón, que se conserva.

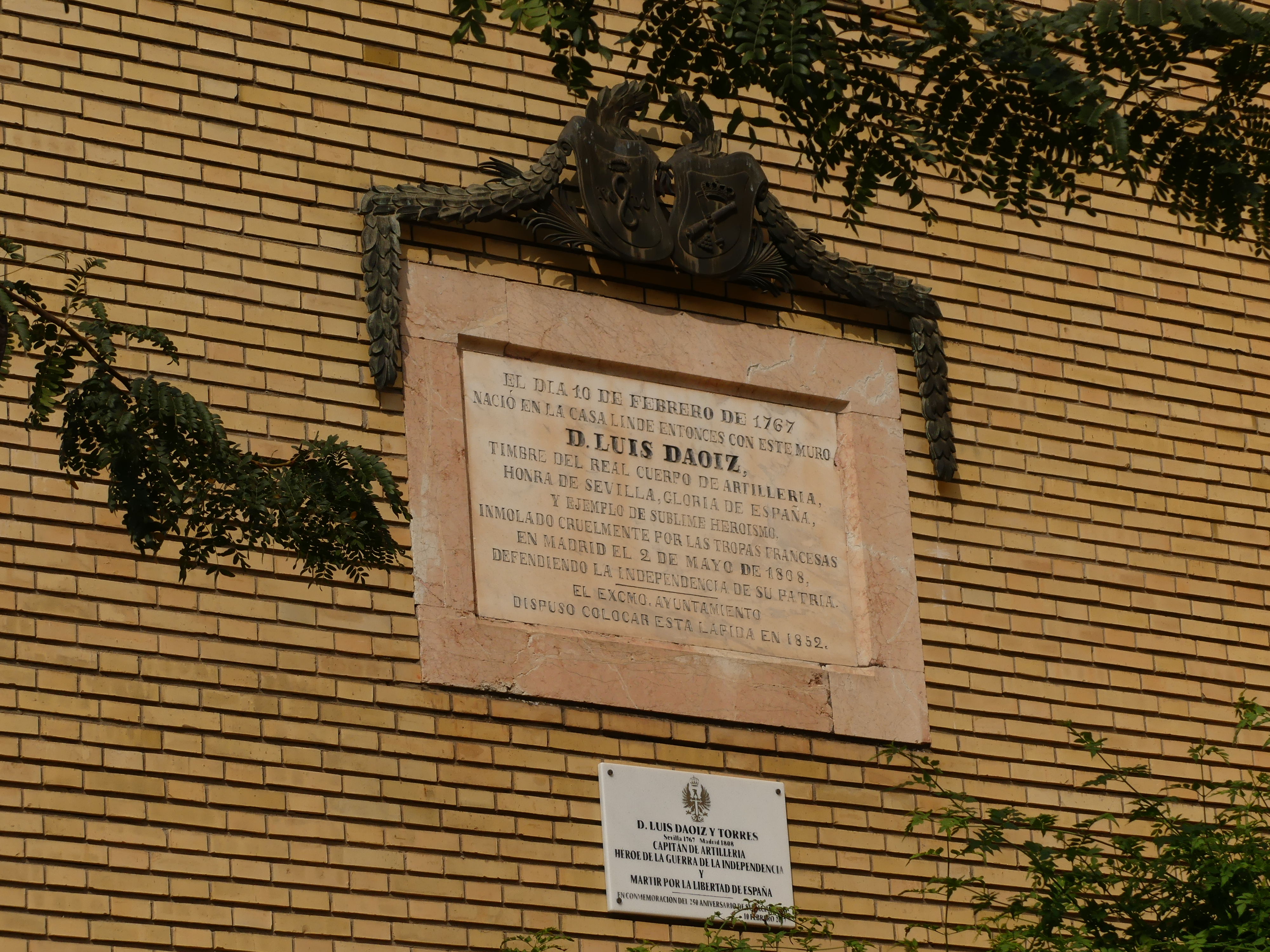
Placas dedicada a Luis Daoiz, de 1852 y 2017, en la Plaza de la Gavidia de Sevilla.

En 1852 el Ayuntamiento de Sevilla colocó una placa en su recuerdo en el sitio de su casa natal, en la Plaza de la Gavidia de Sevilla.
En la fachada de la casa de la calle de la Ternera de Madrid, donde murió Daoiz, existía una lápida, colocada en 1868, que decía:

En el cuarto principal de esta casa vivió y murió el capitán de artillería D. Luis Daoiz, herido mortalmente en defensa de la independencia española, en el parque de Monteleón, el día 2 de mayo de 1808.

En 2010 se colocó una nueva placa en memoria del fallecimiento de Daoiz en esa calle madrileña.
El 2 de mayo de 1889 se inauguró un monumento en su honor en el centro de la Plaza de la Gavidia de Sevilla, obra del escultor Antonio Susillo.
Los dos leones de bronce que adornan la entrada principal del Congreso de los Diputados en Madrid, fundidos en la Real Fábrica de Artillería de Sevilla, reciben los nombres de "Daoiz y Velarde" en honor a ambos militares españoles. Estos leones son obra del escultor aragonés Ponciano Ponzano y Gascón y están realizados con metal de los cañones capturados al enemigo en 1886 en la guerra de África.
El 6 de mayo de 1908 Alfonso XIII colocó la primera piedra de un monumento a Daoiz y Velarde en la Plaza de la Reina Victoria Eugenia de Segovia. El monumento, realizado por Aniceto Marinas, fue inaugurado el 15 de julio de 1910, en el contexto de otra visita del rey a la ciudad.
En 1908 se instituyó el Premio Daoíz, que es entregado a oficiales destacados de artillería del Ejército de Tierra de España en el Alcázar de Segovia.